# Licht muggenstrontjesmos
Het licht muggenstrontjesmos (Piccolia ochrophora) is een korstmos. De familie is nog niet met zekerheid bepaald (incertae sedis). Het leeft in symbiose met een chlorococcoïde alg. Het komt voor op bomen in bossen. Het groeit over mossen of op schors.

## Kenmerken
Het thallus is heel dun of niet aanwezig. De apothecia zijn bleek okergeel tot diep oranje en meten 0,1 tot 0,5 mm in diameter. Het hymenium is dicht korrelig en bleek roodoranje tot rood-geel en is (60-)75-85(-125) µm hoog. Het bovenste deel van 15-30 µm is dicht korrelig. De ascus is 100-200 sporig. De ascosporen zijn hyaliene, enkelvoudig, bolvormig en meten (3-)4-4,5 µm in diameter. 

## Verspreiding
Het licht muggenstrontjesmos komt voor op in Europa en Noord-Amerika. In het westen van Noord-Amerika komt het vooral voor op de Amerikaanse ratelpopulier (Populus tremuloides).
In Nederland komt het zeer zeldzaam voor. 